# Thalassodrilides milleri
Thalassodrilides milleri är en ringmaskart som beskrevs av Brinkhurst och Baker 1979. Thalassodrilides milleri ingår i släktet Thalassodrilides och familjen glattmaskar. Inga underarter finns listade i Catalogue of Life.